# 今夜すきやきだよ
『今夜すきやきだよ』（こんやすきやきだよ）は、谷口菜津子による日本の漫画作品。ウェブマガジン『yom yom』（新潮社）にて、vol.59からvol.67まで連載された後、ウェブコミックサイト『くらげバンチ』（同社）に移籍し、2021年4月2日から7月2日まで連載された。単行本は全1巻。
作者の谷口は本作と『教室の片隅で青春がはじまる』の2作で第26回手塚治虫文化賞の新生賞を受賞している。
2023年1月期にテレビ東京系にてテレビドラマ化された。

## あらすじ
家事は苦手だが結婚したい太田あいこ。家事は好きだが結婚はピンとこない浅野ともこ。
結婚観の違う正反対のアラサー女子は二人暮らし、お家ご飯を通して、「普通の結婚」とは何かを考える。

## 登場人物
太田あいこ
内装デザイナー。仕事はできるが家事全般が苦手。結婚願望が強い。
浅野ともこ
絵本作家。家事は得意だが仕事が不調気味。結婚や恋愛がピンとこない。

## 書誌情報
- 谷口菜津子 『今夜すきやきだよ』 新潮社〈バンチコミックス〉、2021年9月9日発売[7][8]、ISBN 978-4-10-772422-9

## テレビドラマ
2023年1月7日（6日深夜）から3月25日（24日深夜）まで、テレビ東京系列の「ドラマ24」枠にて放送された。主演は蓮佛美沙子とトリンドル玲奈。

### キャスト

#### 主要人物
太田あいこ（おおた あいこ）
演 - 蓮佛美沙子（幼少期：出羽陽葵）
内装デザイナー。仕事はできるが、家事全般が苦手。結婚願望が強い。
浅野ともこ（あさの ともこ）
演 - トリンドル玲奈
絵本作家。家事は得意だが、仕事が不調気味。他人に恋愛感情を抱かないアロマンティック。

#### 周辺人物
杉浦ゆき
演 - 鈴木仁
内装デザイナー。あいこと恋に落ち、結婚。太田姓になる。
村山しんた
演 - 三河悠冴
フリーのWebライター。ともこの友人。
山木楓
演 - 紺野ぶるま
ともこの担当編集者。
五十嵐博美
演 - 河井青葉
あいこの職場の先輩。
内山田美津子
演 - 宮崎美子
ともこの憧れの絵本作家。

#### その他
熊倉
演 - 平岡映美
あいこの職場の後輩。

#### ゲスト

##### 第3話
あいこの友人
演 - 里々佳（第8話）

##### 第6話
藤枝
演 - 小泉光咲（原因は自分にある。）（第7話）

##### 第9話
杉浦祐一郎
演 - 国枝量平

太田恵
演 - 角南範子

### スタッフ
- 原作 - 谷口菜津子『今夜すきやきだよ』（新潮社「バンチコミックス」刊）
- 脚本 - 山西竜矢[6]、今井慎一[13]、本間かなみ[13]
- 監督 - 太田良[6]、山中瑶子[6]
- 音楽プロデューサー - 福島節[6]
- 音楽 - 澤田かおり[6]
- オープニングテーマ - 甲田まひる「CHERRY PIE」（WARNER MUSIC JAPAN）[14]
- エンディングテーマ - LIL LEAGUE「Hunter」（rhythm zone）[5]
- EDダンスコレオグラファー - Yurinasia
- チーフプロデューサー - 祖父江里奈（テレビ東京）[6]
- プロデューサー - 本間かなみ（テレビ東京）[6]、高橋優子（ザ・ワークス）[6]
- 制作 - テレビ東京、ザ・ワークス
- 製作著作 - 「今夜すきやきだよ」製作委員会

### 放送日程
| 各話   | 放送日  | サブタイトル                     | ラテ欄                          | 脚本                | 監督     |
| ------ | ------- | -------------------------------- | ------------------------------- | ------------------- | -------- |
| 第1話  | 1月07日 | 魔法の8時間肉                    | 魔法の8時間肉                   | 山西竜矢            | 太田良   |
| 第2話  | 1月14日 | 深夜のとり天                     | 深夜の鶏天! 恋愛に家事は必要?   | 山西竜矢            | 太田良   |
| 第3話  | 1月21日 | 愛が詰まった参鶏湯               | 愛が詰まった参鶏湯 初めての喧嘩 | 山西竜矢            | 太田良   |
| 第4話  | 1月28日 | 光輝く牛すじ肉まん               | 光輝く牛すじ肉まん!             | 今井慎一 本間かなみ | 山中瑶子 |
| 第5話  | 2月04日 | ハマグリで乾杯                   | ハマグリで乾杯! 男らしさって?   | 今井慎一 本間かなみ | 山中瑶子 |
| 第6話  | 2月11日 | なめろうといぶりがっこ           | なめろうといぶりがっこの夜      | 山西竜矢            | 山中瑶子 |
| 第7話  | 2月18日 | ふわふわのおにぎり               | ふわふわおにぎり! 同居解消!?    | 山西竜矢            | 太田良   |
| 第8話  | 2月25日 | 鶏とレモンのクリームパスタ       | マリッジブルーとクリームパスタ  | 山西竜矢            | 太田良   |
| 第9話  | 3月04日 | 具だくさんの手巻き寿司パーティー | 結婚の形…いざ名字ジャンケン!    | 今井慎一            | 山中瑶子 |
| 第10話 | 3月11日 | 今できる全部乗せのカレーライス   | 生む自由と生まない自由          | 山西竜矢            | 山中瑶子 |
| 第11話 | 3月18日 | サケでもシャケでもクリーム煮     | 多数派と少数派…どっちが大事?    | 山西竜矢            | 太田良   |
| 最終話 | 3月25日 | 今夜、すきやきだよ               | 新たな人生の仲間と歩む共生の道  | 山西竜矢            | 太田良   |

- 第11話は10分繰り下げ、0時22分 - 1時02分に放送された。

| テレビ東京系 ドラマ24                              | テレビ東京系 ドラマ24                       | テレビ東京系 ドラマ24               |
| 前番組                                             | 番組名                                      | 次番組                              |
| -------------------------------------------------- | ------------------------------------------- | ----------------------------------- |
| 孤独のグルメ Season10 （2022年10月8日 - 12月24日） | 今夜すきやきだよ （2023年1月7日 - 3月25日） | シガテラ （2023年4月8日 - 6月24日） |